# Vladimir Nikolov (calciatore)
Vladimir Nikolaev Nikolov (in bulgaro Владимир Николаев Николов?; Sofia, 7 febbraio 2001) è un calciatore bulgaro, attaccante dello Slavia Sofia.

## Carriera

### Club
È cresciuto nel settore giovanile del Septemvri Sofia, con cui ha debuttato il 19 aprile 2018 nell'incontro di Părva profesionalna futbolna liga perso 4-2 contro l'Etăr. Ha segnato il suo primo gol il 26 settembre del 2019, nella partita di Coppa di Bulgaria vinta 4-3 contro lo Spartak Pleven.
Il 10 settembre 2020 è stato acquistato a titolo definitivo dal Kickers Würzburg, ma dopo una sola stagione e mezza in cui non è riuscito ad incidere è stato ceduto all'Admira Wacker M. Anche in Austria non è riuscito ad imporsi giocando 13 incontri senza andare a segno nell'arco di 12 mesi ed arrivando alla rescissione consensuale il 22 dicembre del 2022.
Nel gennaio del 2023 ha fatto ritorno in patria firmando con lo Slavia Sofia.

### Nazionale
Ha giocato con le nazionali giovanili bulgare Under-17, Under-19 ed Under-21.
Il 10 marzo 2025 ha ricevuto la prima convocazione con la nazionale maggiore in vista del duplice impegno di UEFA Nations League contro l'Irlanda, con cui esordisce dieci giorni dopo nella prima delle due sfide contro gli irlandesi, persa in casa dai bulgari (1-2).

## Statistiche

### Presenze e reti nei club
Statistiche aggiornate al 12 marzo 2025.
| Stagione                | Squadra                 | Campionato              | Campionato | Campionato | Coppe nazionali | Coppe nazionali | Coppe nazionali | Coppe continentali | Coppe continentali | Coppe continentali | Altre coppe | Altre coppe | Altre coppe | Totale | Totale | Totale |
| Stagione                | Squadra                 | Comp                    | Pres       | Reti       | Comp            | Pres            | Reti            | Comp               | Pres               | Reti               | Comp        | Pres        | Reti        | Pres   | Reti   |        |
| ----------------------- | ----------------------- | ----------------------- | ---------- | ---------- | --------------- | --------------- | --------------- | ------------------ | ------------------ | ------------------ | ----------- | ----------- | ----------- | ------ | ------ | ------ |
| 2017-2018               | Septemvri Sofia         | 1L                      | 1          | 0          | CB              | 0               | 0               | -                  | -                  | -                  | -           | -           | -           | 1      | 0      |        |
| 2018-2019               | Septemvri Sofia         | 1L                      | 11+2       | 0          | CB              | 4               | 0               | -                  | -                  | -                  | -           | -           | -           | 15     | 0      |        |
| 2019-2020               | Septemvri Sofia         | 2L                      | 17+1       | 3+0        | CB              | 2               | 1               | -                  | -                  | -                  | -           | -           | -           | 19     | 4      |        |
| ago. 2020               | Septemvri Sofia         | 2L                      | 4          | 3          | CB              | 0               | 0               | -                  | -                  | -                  | -           | -           | -           | 4      | 3      |        |
| Totale Septemvri Sofia  | Totale Septemvri Sofia  | Totale Septemvri Sofia  | 36         | 6          |                 | 6               | 1               |                    | -                  | -                  |             | -           | -           | 42     | 7      |        |
| 2020-2021               | Kickers Würzburg        | 2L                      | 10         | 0          | CG              | 0               | 0               | -                  | -                  | -                  | -           | -           | -           | 10     | 0      |        |
| 2021-gen. 2022          | Kickers Würzburg        | 3L                      | 8          | 0          | CG              | 0               | 0               | -                  | -                  | -                  | -           | -           | -           | 8      | 0      |        |
| Totale Kickers Würzburg | Totale Kickers Würzburg | Totale Kickers Würzburg | 18         | 0          |                 | 0               | 0               |                    | -                  | -                  |             | -           | -           | 18     | 0      |        |
| gen.-giu. 2022          | Admira Wacker M. II     | RL                      | 2          | 3          | -               | -               | -               | -                  | -                  | -                  | -           | -           | -           | 2      | 3      |        |
| gen.-giu. 2022          | Admira Wacker M.        | BL                      | 5          | 0          | CA              | 0               | 0               | -                  | -                  | -                  | -           | -           | -           | 5      | 0      |        |
| 2022-gen. 2023          | Admira Wacker M.        | 2L                      | 6          | 0          | CA              | 2               | 0               | -                  | -                  | -                  | -           | -           | -           | 8      | 0      |        |
| Totale Admira Wacker M. | Totale Admira Wacker M. | Totale Admira Wacker M. | 11         | 0          |                 | 2               | 0               |                    | -                  | -                  |             | -           | -           | 13     | 0      |        |
| gen.-giu. 2023          | Slavia Sofia            | 1L                      | 16         | 2          | CB              | 1               | 0               | -                  | -                  | -                  | -           | -           | -           | 17     | 2      |        |
| 2023-2024               | Slavia Sofia            | 1L                      | 34         | 5          | CB              | 1               | 1               | -                  | -                  | -                  | -           | -           | -           | 35     | 6      |        |
| 2024-2025               | Slavia Sofia            | 1L                      | 19         | 7          | CB              | 2               | 0               | -                  | -                  | -                  | -           | -           | -           | 21     | 7      |        |
| Totale carriera         | Totale carriera         | Totale carriera         | 136        | 23         |                 | 12              | 2               |                    | -                  | -                  |             | -           | -           | 148    | 25     |        |

### Cronologia presenze e reti in nazionale
| Cronologia completa delle presenze e delle reti in nazionale ― Bulgaria | Cronologia completa delle presenze e delle reti in nazionale ― Bulgaria | Cronologia completa delle presenze e delle reti in nazionale ― Bulgaria | Cronologia completa delle presenze e delle reti in nazionale ― Bulgaria | Cronologia completa delle presenze e delle reti in nazionale ― Bulgaria | Cronologia completa delle presenze e delle reti in nazionale ― Bulgaria | Cronologia completa delle presenze e delle reti in nazionale ― Bulgaria | Cronologia completa delle presenze e delle reti in nazionale ― Bulgaria |
| Data                                                                    | Città                                                                   | In casa                                                                 | Risultato                                                               | Ospiti                                                                  | Competizione                                                            | Reti                                                                    | Note                                                                    |
| ----------------------------------------------------------------------- | ----------------------------------------------------------------------- | ----------------------------------------------------------------------- | ----------------------------------------------------------------------- | ----------------------------------------------------------------------- | ----------------------------------------------------------------------- | ----------------------------------------------------------------------- | ----------------------------------------------------------------------- |
| 20-3-2025                                                               | Plovdiv                                                                 | Bulgaria                                                                | 1 – 2                                                                   | Irlanda                                                                 | UEFA Nations League 2024-2025 - Play-off                                | -                                                                       | 85’                                                                     |
| 23-3-2025                                                               | Dublino                                                                 | Irlanda                                                                 | 2 – 1                                                                   | Bulgaria                                                                | UEFA Nations League 2024-2025 - Play-off                                | -                                                                       | 60’                                                                     |
| 6-6-2025                                                                | Plovdiv                                                                 | Bulgaria                                                                | 2 – 2                                                                   | Cipro                                                                   | Amichevole                                                              | -                                                                       | 74’                                                                     |
| 10-6-2025                                                               | Heraklion                                                               | Grecia                                                                  | 4 – 0                                                                   | Bulgaria                                                                | Amichevole                                                              | -                                                                       | 66’                                                                     |
| Totale                                                                  |                                                                         | Presenze                                                                | 4                                                                       |                                                                         | Reti                                                                    | 0                                                                       |                                                                         |